# Megabakterióza ptáků
Megabakterióza či také makrorhabdióza je onemocnění trávicího traktu ptáků, zejména andulek, kanárů a mladých pštrosů. Po dlouhých diskusích o taxonomickém zařazení původce megabakteriózy (neobvykle velké bakterie nebo mikromycety?) je původce v současné době na základě fylogenetické analýzy RNA zařazován mezi vřeckovýtrusné houby a označen jako Macrorhabdus ornithogaster.

## Příčina nemoci (etiologie)
Původcem jsou pleomorfní, grampozitivní vřeckovýtrusné kvasinky) o velikosti buňky 1-5 x 20-90 µm. Jsou PAS pozitivní, při fakultativně anaerobních podmínkách rostou na agaru s azidem sodným při teplotě 37 °C za vzniku plochých kolonií. Na krevním agaru tvoří za 48 hodin za přítomnosti 10 %CO2 hemolytické kolonie o průměru 1–2 mm. Po obarvení Gramem je vidět jemně granulovaná a vakuolizovaná cytoplazma.
„Megabakterie“ jsou považovány za oportunní patogen, často se nacházejí ve fekálních otiscích a stěrech sliznice proventrikulu i klinicky zdravých ptáků.

## Vznik a šíření nemoci (epizootologie)
Megabakterióza se vyskytuje nejčastěji u andulek a kanárů, ale může být diagnostikována i u jiných ptáků (drobní pěvci, korely, agapornisové, neofémy, kur domácí, kuřata pštrosa dvouprstého). K přenosu pravděpodobně dochází per os kontaminovaným trusem, příp. i při krmení mláďat rodiči. Existuje rozdílná vnímavost jednotlivých ptáků. V praxi jsou pozorována spontánní uzdravení, ale i bacilonosičství (subklinická infekce).

## Projevy nemoci (symptomatologie)

### Klinika
Onemocnění zpravidla probíhá chronicky, časté jsou remise. Postižení ptáci vykazují při nezměněném apetitu postupné hubnutí, netečnost, neochotu k pohybu, rychlou unavitelnost, načepýřené peří, někdy zvracení, průjem, polyurii, zvýšenou žíznivost (polydipsii) až úhyn po několika týdnech trvání nemoci. Typická je změna pH žaludečního obsahu (z 0,7-2,4 na 7,0-7,3). Morbidita může být až 5-15 %. U pštrosích kuřat dochází k zástavě růstu.

### Patologie
Při pitvě se zjišťuje vyhublost, většinou katarální až hemoragicko-ulcerativní zánět sliznice proventrikulu a jeho dilatace, eroze a zvředovatění sliznice přechodu mezi žaludky, a nekróza výstelky svalnatého žaludku. Při mikroskopickém vyšetření stěru sliznice proventrikulu se nacházejí vláknité útvary připomínající nerozvětvené hyfy plísní.

## Diagnostika
Diagnostika je založena na anamnéze, klinickém vyšetření a nálezu megabakterií v trusu anebo v seškrabu sliznici proventrikulu (barvení podle Grama). Ke stanovení diagnózy napomáhá kontrastní Rentgenové záření vyšetření (dilatace proventrikulu, zúžení přechodu mezi žaludky).
Diferenciální diagnostika: trichomoniáza, kandidóza, obstrukce trávicího traktu.

## Terapie a prevence
Léčba není jednoznačná, s různými výsledky se používají antibiotika i antimykotika. Citlivost zjištěná in vitro často neodpovídá v praxi. Existují i odlišné výsledky i názory na použití amfotericinu B. Někdy napomáhá okyselování pitné vody (ovoce, ovocné šťávy). Prognóza bývá většinou nepříznivá.
Preventivně se doporučuje kontrolní vyšetření trusu u nakupovaných zvířat a jejich karanténa.